# عبد الله حيمود
عبد الله حيمود (21 مايو 2001) هو لاعب كرة قدم مغربي محترف، يلعب كلاعب وسط لنادي الوداد.

## مهنة النادي
بعد أن بدأ مسيرته الشبابية في أكاديمية محمد السادس لكرة القدم، انتقل إلى نادي الوداد في عام 2021.
وفي 30 مايو 2022، دخل المباراة في الدقيقة 84 بدلاً من غي مبينزا ضد نادي الأهلي على ملعب محمد الخامس في نهائي دوري أبطال إفريقيا، والتي فاز بها النادي بنتيجة (2-0).

## مهنة دولية
استدعي للمعسكر التدريبي مع فريق المنتخب المغربي المحلي في 28 يوليو 2022، وظهر ضمن قائمة من 23 لاعبًا سيشاركون في ألعاب التضامن الإسلامي في أغسطس 2022.
استدعي مرة اخرى في 15 سبتمبر 2022 للعب مع المنتخب الأولمبي المغربي ضد منتخب السنغال كجزء من الاستعدادت لتصفيات الألعاب الأولمبية الصيفية 2024.

## الإنجازات
الوداد
- البطولة الوطنية المغربية: 2020–21، 2021-22
- دوري أبطال إفريقيا: 2021-2022

## روابط خارجية
- عبد الله حيمود على موقع قاعدة بيانات كرة القدم.إي يو (الإنجليزية)
- عبد الله حيمود على موقع Soccerway.com (الإنجليزية)